# Georg Michael Kemlein

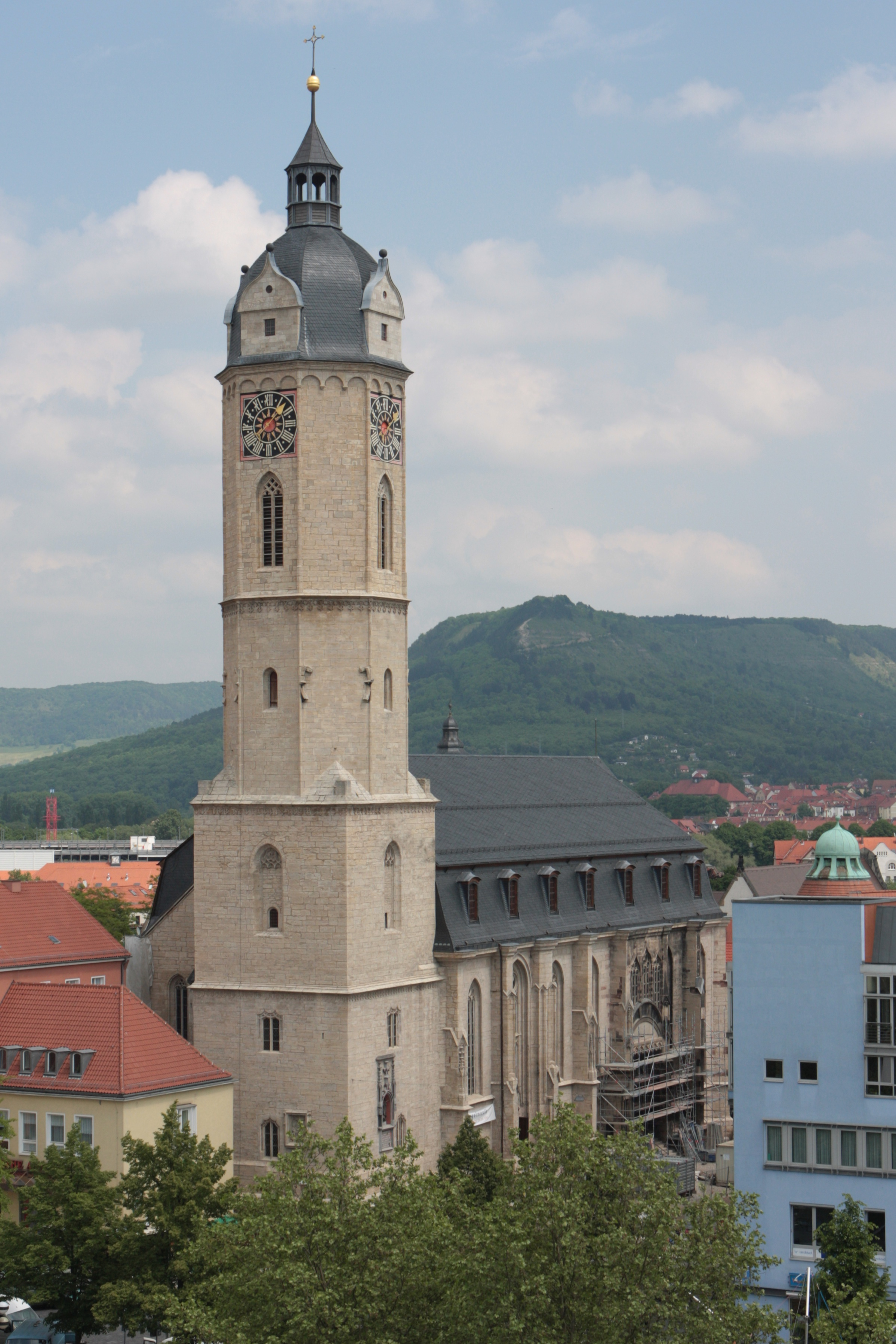
Stadtkirche St. Michael in Jena: Wirkungsort des Kantors Georg Michael Kemlein

Georg Michael Kemlein (geb. 1785 in Dingsleben bei Coburg; gest. 16. November 1852 in Jena (?)) war deutscher Komponist und Kantor bzw. Organist in Jena.
Kemlein war Sohn des Kantors in Dingsleben und Komponist hauptsächlich von Kirchenmusikstücken, von denen aber die wenigsten erhalten geblieben sind. Im Jahre 1806 begann er in Jena das Studium der Theologie. Mit Kemlein wird auch eine der ältesten Erwähnungen der Schultüte bzw. genannt auch Zuckertüte in Verbindung gebracht, die aus dem Jahre 1817 stammt. Einer Ausstellung von 2010 in Jena zufolge wäre Kemlein sogar deren Erfinder, weil der erste Beleg aus dem Jahre 1817 jener aus Jena wäre. Dem ist jedoch nachweislich nicht so! Seit 1812 war Kemlein Lehrer an der Bürgerschule und damit Kantor zu St. Michael (Jena).
Sein Sohn William Kemlein war Restaurator und Maler in Weimar.